# Morphosis

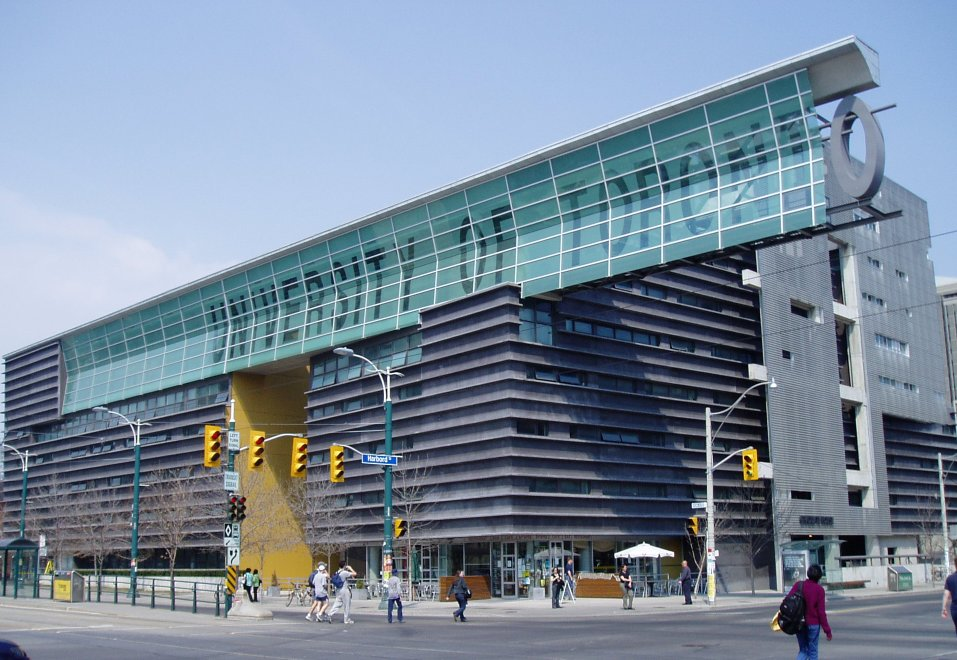
Graduate House an der University of Toronto

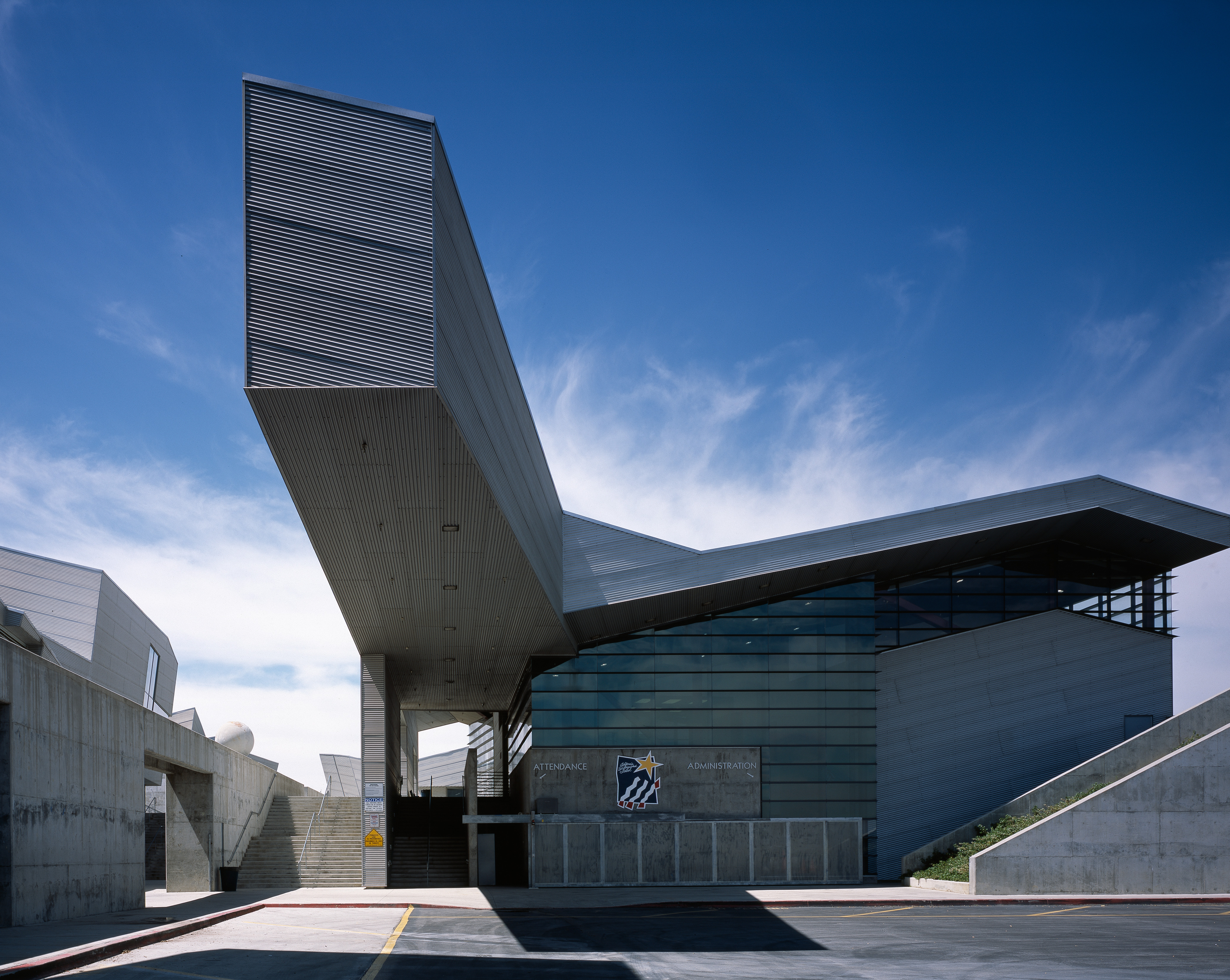
Diamond Ranch High School in Pomona (Kalifornien)

Morphosis ist ein US-amerikanisches, international tätiges Architekturbüro.

## Geschichte
Das Unternehmen wurde 1972 von Thom Mayne und Michael Rotondi mit dem Ziel gegründet, eine Architektur zu entwickeln, welche die Beschränkungen traditioneller Formensprachen überwindet. Anfangs war Morphosis lediglich eine lose Arbeitsgemeinschaft. Der erste Auftrag war eine Schule in Pasadena, die Maynes Sohn besuchte. Daraufhin folgten einige Wohnhausprojekte, unter anderem Lawrence Residence. Seitdem hat sich Morphosis zu einem der bekanntesten Architekturbüros in den Vereinigten Staaten entwickelt und nimmt Aufträge aus aller Welt an.

## Bauwerke
- Das Gebäude für den Hauptsitz der Hypo Alpe-Adria-Bank in Klagenfurt, Osteinfahrt, errichtet 1997–2000, eröffnet September 1999[1] besteht aus einem Quader mit Alu-Glas-Fassade, der zwischen zwei großflächigen, längeren nur wenig transparenten Verblendungswänden liegt. Trotz Drucks des Landeskulturreferenten Jörg Haider wurde dem Gebäude von der Jury des Kärntner Landesbaupreises 1999 kein Preis zuerkannt. „Außen eine expressive Architekturskulptur, innen ein Gewirr von Resträumen, in dem irgendwie Arbeitsplätze angeordnet sind, zum Teil dunkel, zum Teil überbelichtet.“[2] Am 16. Dezember 2015 wurde das sich am Gebäudedach drehende Logo der Hypo demontiert.[3]
- Wohnkomplex in Madrid;
- Diamond Ranch High School in Pomona (Kalifornien);
- ein neues Regierungsgebäude in Alaska;
- das für 2012 geplante olympische Dorf in New York City. Dieses soll trotz der Vergabe der Spiele nach London gebaut werden.
- 300-Meter-Hochhaus im Pariser Geschäftsviertel La Défense. Das „Le Phare“ (Leuchtturm) getaufte Gebäude soll bis 2017 fertig sein.[4]
- der 350 Meter hohe Hanking Center Tower in Shenzhen in der Provinz Guangdong der Volksrepublik China.